# Larry Mathews
Larry Mathews, nato Larry Mazzeo (Burbank, 15 agosto 1955), è un attore statunitense, noto come attore bambino per la sua partecipazione nel cast principale della serie televisiva The Dick Van Dyke Show (1961-1966).

## Biografia
Larry Mazzeo nasce a Burbank (contea di Los Angeles) nel 1955. Accreditato come "Larry Mathews" nel 1961 viene scelto per interpretare il ruolo del piccolo Ritchie Petrie, il figlio di Rob e Laura Petrie (Dick Van Dyke e Mary Tyler Moore), per cinque stagioni nel cast principale di The Dick Van Dyke Show (1961-1966). I produttori volevano un bambino che non avesse alcuna previa esperienza attoriale ed apparisse così del tutto spontaneo ed "ordinario" sulla scena.. 
Tutta l'attività attoriale di Mathews, con poche eccezioni, è concentrata attorno a questo ruolo nel quale acquista ampia fama e che ne fa uno degli attori bambini più popolari alla televisione americana negli anni sessanta. Nell'episodio natalizio del 1963, "The Allan Brady Show Presents", si esibisce anche come cantante, interpretando la canzone "Little Drummer Boy". 
Terminato lo show, Mathews si lascia alla spalle l'esperienza di attore bambino per intraprendere una ordinaria vita da adolescente. Ricorderà che all'inizio non fu facile per lui relazionarsi con i suoi coetanei a scuola, essendo stato abituato a trattare con adulti ed avendo studiato fino ad allora da solo con un tutor privato. Si laurea nel 1976 alla Università della California, Los Angeles e lavora nel settore della pubblicità. Per quanto la sua vita si svolga lontana dal mondo dello spettacolo, tornerà in più di un'occasione a ricordare quegli anni e la sua partecipazione nel The Dick Van Dyke Show in numerose apparizioni televisive e in programmi speciali che lo vedono riunito al cast originale della serie televisiva.

## Riconoscimenti
- Young Hollywood Hall of Fame (1960's)

## Filmografia

### Televisione
- The Dick Van Dyke Show – serie TV (1961-1966)
- The Dick Powell Show – serie TV, episodio 2x02 (1962)
- The Mike Douglas Show (1969)
- This Is Your Life (1973)
- Good Old Days, regia di Jeff Margolis (1977)
- Chairman's Choice – film TV (1993)
- The Dick Van Dyke Show Remembered, regia di Walter C. Miller (1994)
- Inside TV Land (2000)
- TV Land Awards: A Celebration of Classic TV, regia di Glenn Weiss (2003)
- Child Stars: Then and Now (2003)
- The Dick Van Dyke Show Revisited – film TV, regia di  Ken Whittingham (2004)
- TV Land Confidential (2005)
- Entertainment Tonight, regia di Alicia Ulrich (2009)
- The Actor's Journey for Kids, regia di Stanley Livingston (2011)  - documentario
- The Actor's Journey, regia di Stanley Livingston (2011) – documentario
- 88th Annual Hollywood Christmas Parade, regia di Chris Merrill (2019)

### Cinema
- A Day in the Life of Plain Jen, cortometraggio, regia di Mark A. Shelton (2011)